# 5544 Kazakov
Az 5544 Kazakov (ideiglenes jelöléssel 1978 TH6) a Naprendszer kisbolygóövében található aszteroida. Ljudmilla Vasziljevna Zsuravljova fedezte fel 1978. október 2-án.